# H. G. Peter
Pour les articles homonymes, voir Peter.
Harry George Peter, plus connu sous le nom de H. G. Peter ou Harry. G. Peter, né le 8 mars 1880 à San Rafael (Californie) et mort en 1958 à Manhattan (New York), est un dessinateur américain qui a le premier dessiné le personnage de Wonder Woman sur un scénario de William Moulton Marston.

## Biographie
Harry George Peter naît le 8 mars 1880. Il dessine plusieurs illustrations pour des magazines et des comic strips avant d'être engagé, en 1941, par la maison d'édition All-American Publications pour dessiner les aventures de Wonder Woman créée par William Moulton Marston. Alors qu'à cette époque de l'âge d'or des comics, les personnages féminins sont présentés d'une façon très provocante, Peter, dans un style très classique, propose une héroïne aux traits plus réalistes. Il réalise quasiment toutes les histoires du personnage dans les différents titres dans lesquels elle apparaît Comic Cavalcade, Sensation Comics et enfin le comics éponyme Wonder Woman et cela jusqu'à sa mort en 1958. H. G. Peter dessine aussi quelques aventures de Man-o-Metal.

## Distinction
- 2017 : Temple de la renommée Will Eisner (à titre posthume)